# Садиба Шлеє
Садиба Шлеє — садово-парковий ансамбль кінця XIX — початку XX століття в стилі необароко, пам'ятка архітектури у кримському селі Чоботарка, недалеко від міста Саки.

## Історія
Садиба Шлеє була невеличкою вотчиною кримського землевласника Фердинанда Матвійовича Шлеє, яка була побудована в кінці XIX століття, на ній працювали селяни, вирощуючи зернові та випасаючи худобу.

### Закладка садиби
Головним зачинателем закладки садиби був Фердинанд Матвійович Шлеє, який мав маєтки в Сімферополі та його околицях. Будинок будувався під керівництвом техніка Олександра Померанцева у стилі кримського рококо і притримувалися традицій палацової архітектури Криму.
Також було закладено парк з фруктовим садом, якими займався Павло Сидорович Мельниченко. Пізніше ще й було утворено розсадник рослин (для озеленення інших садиб).
Дослідники припускають, що завершенням будівельних робіт на садибі керував Костянтин Шлеє (син Фердинанда Шлеє).

### Післяреволюційні часи
У часи революції і громадянської війни садиба пустувала, радянська влада, утвердившись, націоналізувала все господарство Шлеє.
У 1920-х роках у Москві вирішили утворити у Криму єврейську автономію, тому місцеві комуністи швидко підлаштувалися і запропонували садибу Шлеє для поселення євреїв-переселенців. Тому в 1926 році в садибі розмістилася єврейська сільськогосподарська артіль «Побєда», мешканці якої працювали за принципом кібуци. В 1930-х роках кібуцу розкуркулили і, скориставшись відновленою євреями господаркою заснували тут колгосп та перевели на ці землі єврейський Чоботарський сільськогосподарський технікум імені Ю. Ларіна.
У зв'язку із зміною політики радянської влади (формувати єврейську автономію вирішили в Сибіру) частина євреїв переїхала із артілі (чи то втекла), а рештки пропали у роки 2-ї світової війни. Німці, захопивши Крим, використали садибу — була утворена німецька розвідувальна школа. Після війни в будинку були поселені люди, які не мали житла.
Садиба використовується як жилий будинок, а в 1990-ті роки пожежа знищила будівлю, від якої залишилась жилою одна кімната.

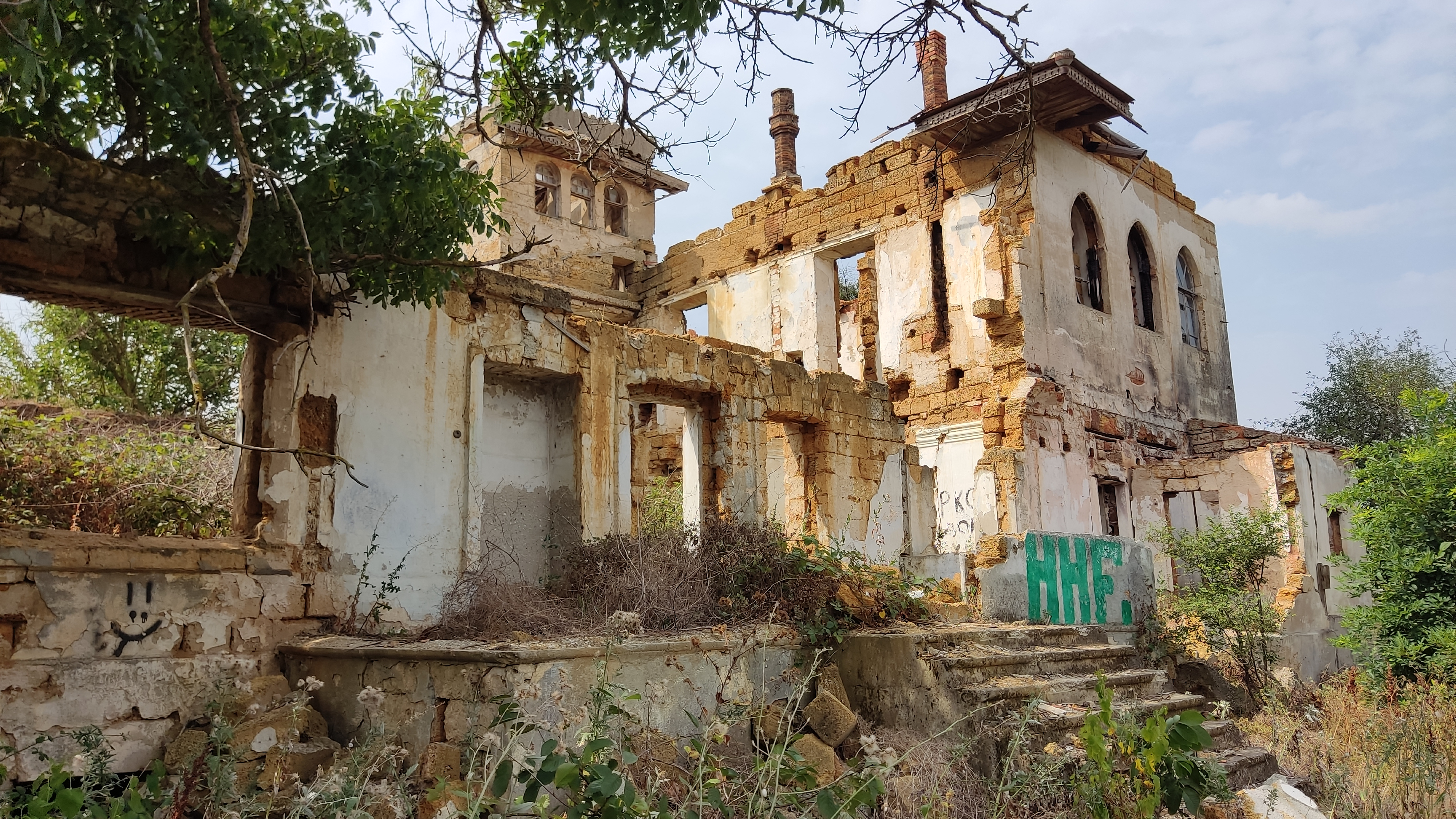
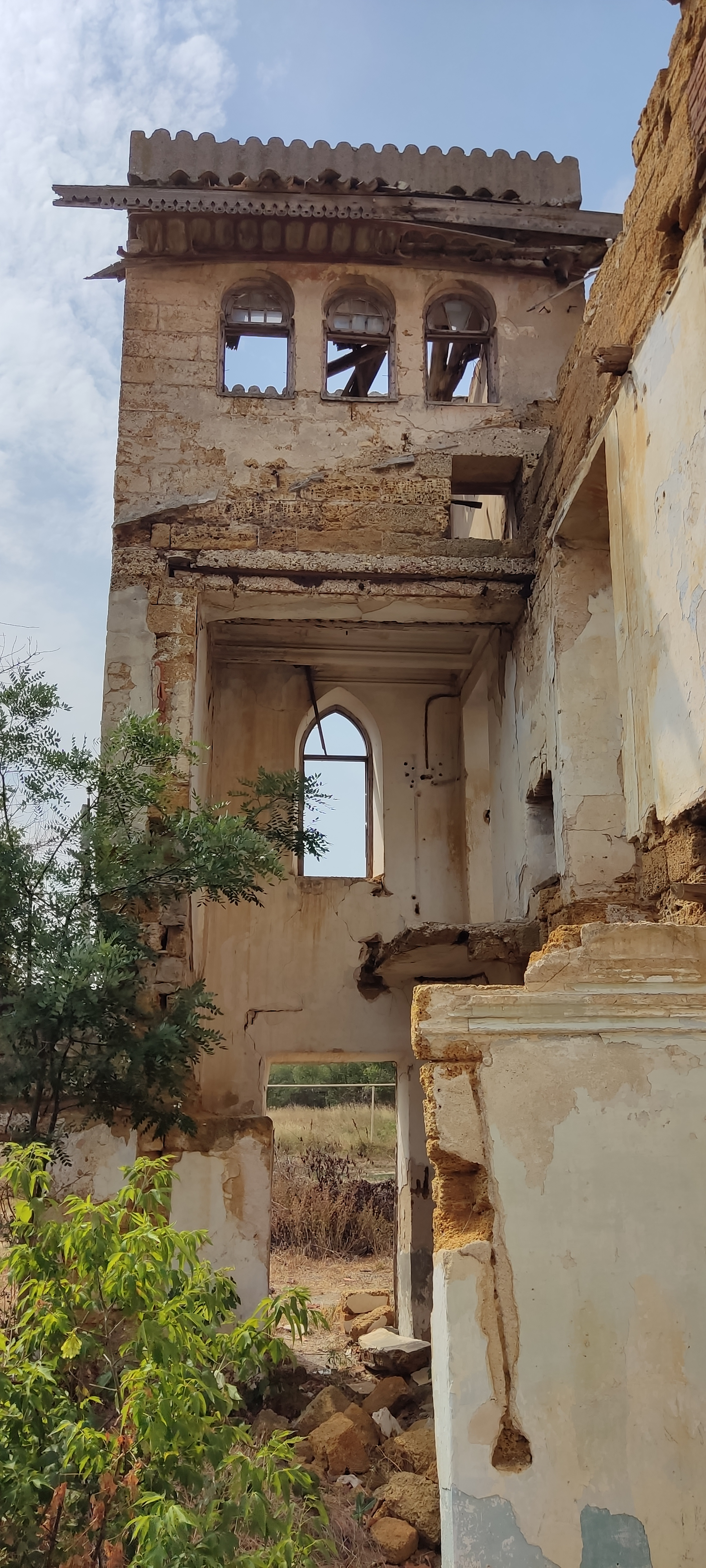
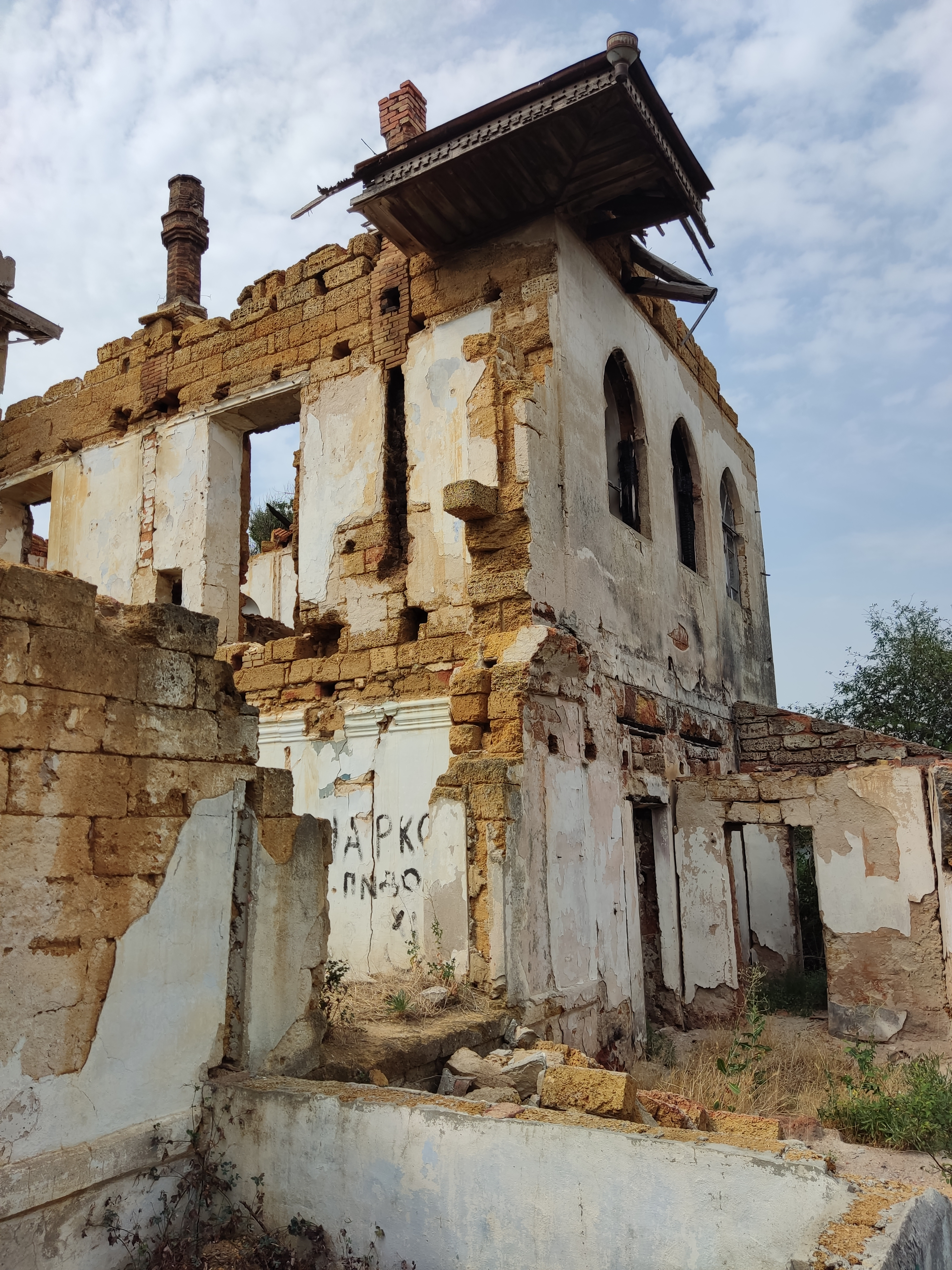

## Господарство
|  | Число дворів — чотири, національності змішаною, приписного населення — 1 душа чоловічої статі. Число душ стороннього населення: чоловічої статі 83, жіночої — 25. Загальна кількість землі у господарства — 3.060 десятин. Худоби: коней 64, волів 60, корів 25, овець 630. До губернського міста — сорок верст... |

### Географія
Місце для закладки садиби землевласник Фердинанд Шлеє вибрав в 7 кілометрах (на той час) на схід від курорту Саки. В широкій і глибокій балці, із непересихаючим потоком, були придатні умови для ведення господарства — на відміну від довколишніх солончаково-степових земель. Садиба розміщалася поруч з трактом на Сімферополь (де, зазвичай, працював Фердинанд Шлеє).

### Будівлі
Господарство складалося з різних будівель:
- поміщицький будинок — двоповерховий дім із міцними мурами та вежею;
- декілька будинків для робітників — мощені хижі;
- кам'яна комора — двоповерхова будівля (не збереглась);
- стайні для худоби;
- лазня — поруч будинку і забезпечувалася дощовою водою із баку на даху будівлі.

### Парк та сад
У Криму великі землевласники у своїх садибах мали мати парк або сад (забезпечували прохолоду і утримання вологи).
Закладкою парку і саду у садибі Шлеє займався Павло Сидорович Мельниченко (видатний садівник). Висаджуючи дерева, Павло Мельниченко запримітив, що в Чоботареві дуже родюча земля, тому й вирішив створити розплідник сільськогосподарських і декоративних рослин. Чимало кримських землевласників звертались за саджанцями з розплідника в Чоботареві, коли ж Мельниченку доручили створити Сакський курортний парк — він скористувався своїм дітищем, а саме Чоботарським розплідником дерев і рослин.
Після націоналізації садом і парком мало займалися, відтак, все прийшло у занепад і знищення. Залишилось тільки кілька екземплярів дерев.